# Жизнь искусства (газета)
«Жизнь искусства» — газета, издавалась в Петрограде в 1918—1922 гг. Орган Отдела Театра и Зрелищ Наркомпроса Северной коммуны, затем — орган Петроградского губполитпросвета. В основном содержала материалы по театральному, в меньшей степени — по музыкальному искусству. В работе издания в разное время принимали активное участие Михаил Кузмин и Виктор Шкловский, также издавались работы видных представителей филологии и искусствоведения того времени, членов кружка ОПОЯЗ, таких как Роман Якобсон, Борис Эйхенбаум, художник Юрий Анненков, Самуил Маршак, Корней Чуковский, Николай Евреинов и др. Известна по меньшей мере одна публикация критического очерка Льва Выготского.
До 1921 газета выходила ежедневно, а затем и дважды в неделю. В 1923 году на основе газеты был создан художественно-литературно-театральный журнал. Журнал издавался в Ленинграде до 1929. Газета и журнал содержали приложение — Программы ленинградских театров. В 1930 журнал «Жизнь искусства» был реорганизован и слился с журналом «Рабочий и театр». Редактор (1921—1922) — Гайк Адонц. Тираж газеты в 1921 г. — 3 500 — 4 000 экз.